# Stefan Kiraj
Stefan Kiraj  (* 11. Mai 1989 in Spremberg, DDR) ist ein deutscher Kanute.
Der Kanurennsportler des KC Potsdam begann im Jahr 2000 mit dem Kanusport bei der SG Einheit Spremberg Abteilung Kanu. 2007 gewann er bei der Junioren-Weltmeisterschaft mit Silber im Vierer-Canadier seine erste internationale Medaille. Im Jahr 2010 gelang in der Sprung in die deutsche Kanurennsport-Nationalmannschaft, bei der Weltmeisterschaft belegte er den fünften Platz im Zweier-Canadier und wurde in dieser Bootsklasse U23-Europameister. Bei der WM 2011 holte er mit Bronze in der C1-Staffel seine erste WM-Medaille, zwei Jahre später gab es WM-Silber in der Staffel. In den Folgejahren nahm er mehrfach den Weltmeisterschaften teil.
Bei den Kanurennsport-Weltmeisterschaften 2015 in Mailand trat Kiraj im Einer-Canadier über 200 m an, verpasste mit Rang 6 im B-Finale aber den angestrebten Quotenplatz für die Olympischen Spiele in Rio. Auch bei der Kontinental-Qualifikation im Mai 2016 konnte er keinen Quotenplatz erreichen.
Nachdem der Internationale Kanuverband (ICF) im Juli 2016 zwei belarussische Sportler wegen positiver Dopingbefunde gesperrt hatte, fielen dem Deutschen Kanu-Verband jedoch zwei weitere Startplätze im Canadier zu, wodurch Kiraj für die deutsche Olympiamannschaft nachnominiert wurde. Er ging in Rio im Einer-Canadier über 200 m an den Start und schied dort im Halbfinale aus.
Bei den Kanurennsport-Weltmeisterschaften 2017 wurde er mit Sebastian Brendel, Jan Vandrey und Conrad Scheibner Weltmeister im Vierer-Canadier.